# Udenopogon inscriptus
Udenopogon inscriptus là một loài ruồi trong họ Asilidae. Udenopogon inscriptus được Becker miêu tả năm 1913. Loài này phân bố ở vùng Cổ Bắc giới và châu Á.